# Park Narodowy Blue Lagoon
Park Narodowy Blue Lagoon – park narodowy położony w Zambii w Prowincji Centralnej, nad rzeką Kafue, około 100 kilometrów na wschód od Lusaki. 
Park narodowy powstał w 1976 roku.
Tereny parku nie były wcześniej mocno zagospodarowywane przez człowieka. Nad bagnami rzeki Kafue występują liczne antylopy, bawoły, zebry. ponadto występuje tu ponad 400 gatunków ptaków, zwłaszcza wodnych. Na terenach zalewowych parku istnieją domy letniskowe i pola namiotowe.